# Fontaine-Bonneleau
Fontaine-Bonneleau är en kommun i departementet Oise i regionen Hauts-de-France i norra Frankrike. Kommunen ligger i kantonen Crèvecœur-le-Grand som tillhör arrondissementet Beauvais. År 2022 hade Fontaine-Bonneleau 235 invånare.

## Befolkningsutveckling
Antalet invånare i kommunen Fontaine-Bonneleau
| Referens: INSEE |